# Crosey-le-Petit
Crosey-le-Petit település Franciaországban, Doubs megyében. Lakosainak száma 121 fő (2022. január 1.). Crosey-le-Petit Roche-lès-Clerval, Servin, Vellevans és Pays-de-Clerval községekkel határos.

## Népesség
A település népességének változása:
| Lakosok száma | 107  | 116  | 108  | 107  | 128  | 139  | 135  | 124  | 123  | 121  |
|               | 1968 | 1982 | 1990 | 2006 | 2013 | 2015 | 2017 | 2019 | 2020 | 2022 |